# Бухтівецький Верхній
Бухтіве́цький Ве́рхній — водоспад в Українських Карпатах, у масиві Горгани. Розташований у межах Надвірнянського району Івано-Франківської області, в західній частині села Букове. 
Водоспад утворився на річці Бухтівець (ліва притока Бистриці-Надвірнянської), в місці, де вода збігає по скельному уступу флішового типу. Висота перепаду води — бл. 3,5 м. 
300 м нижче по течії розташований Бухтівецький водоспад.

## Світлини та відео

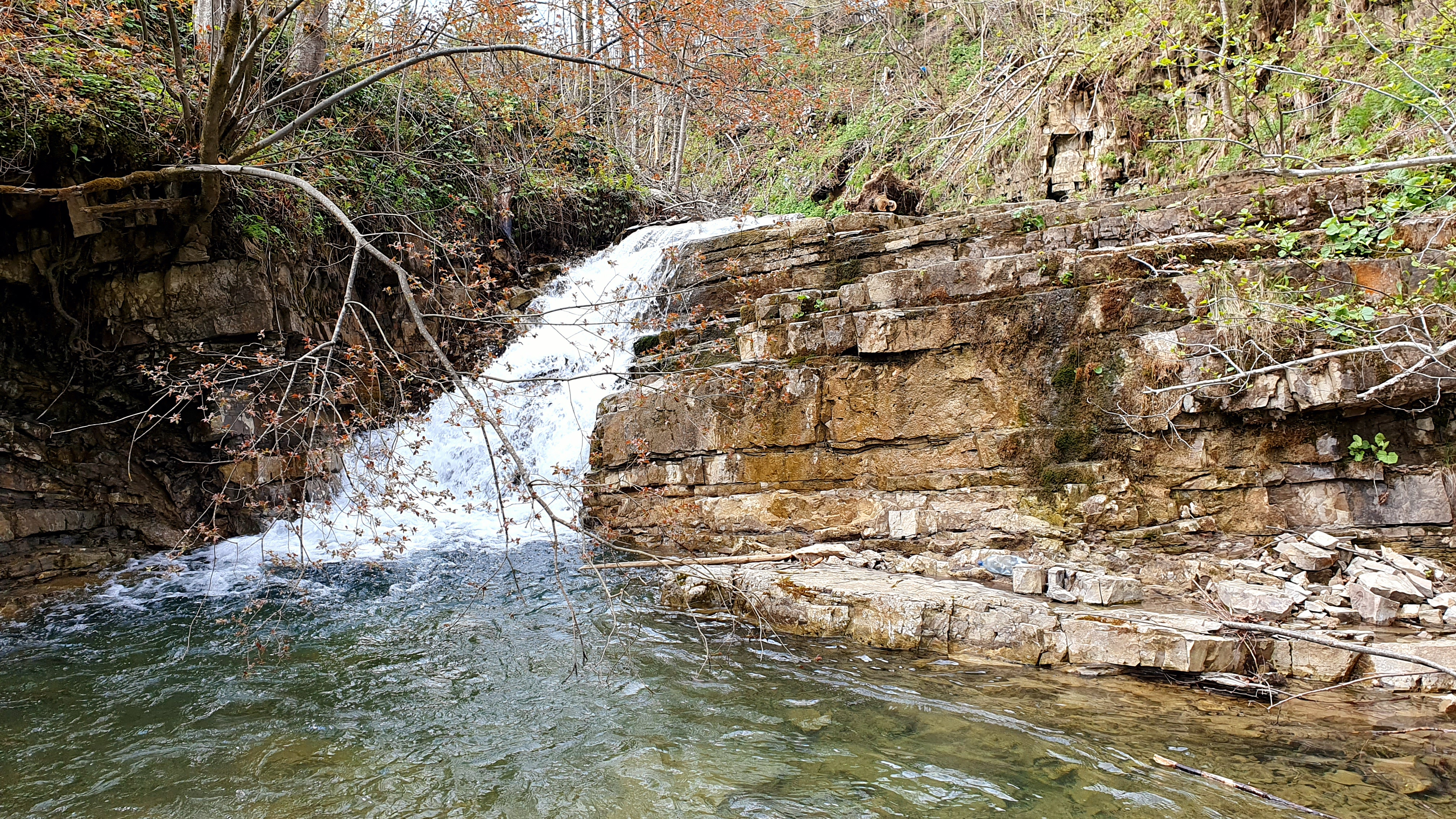
Водоспад навесні
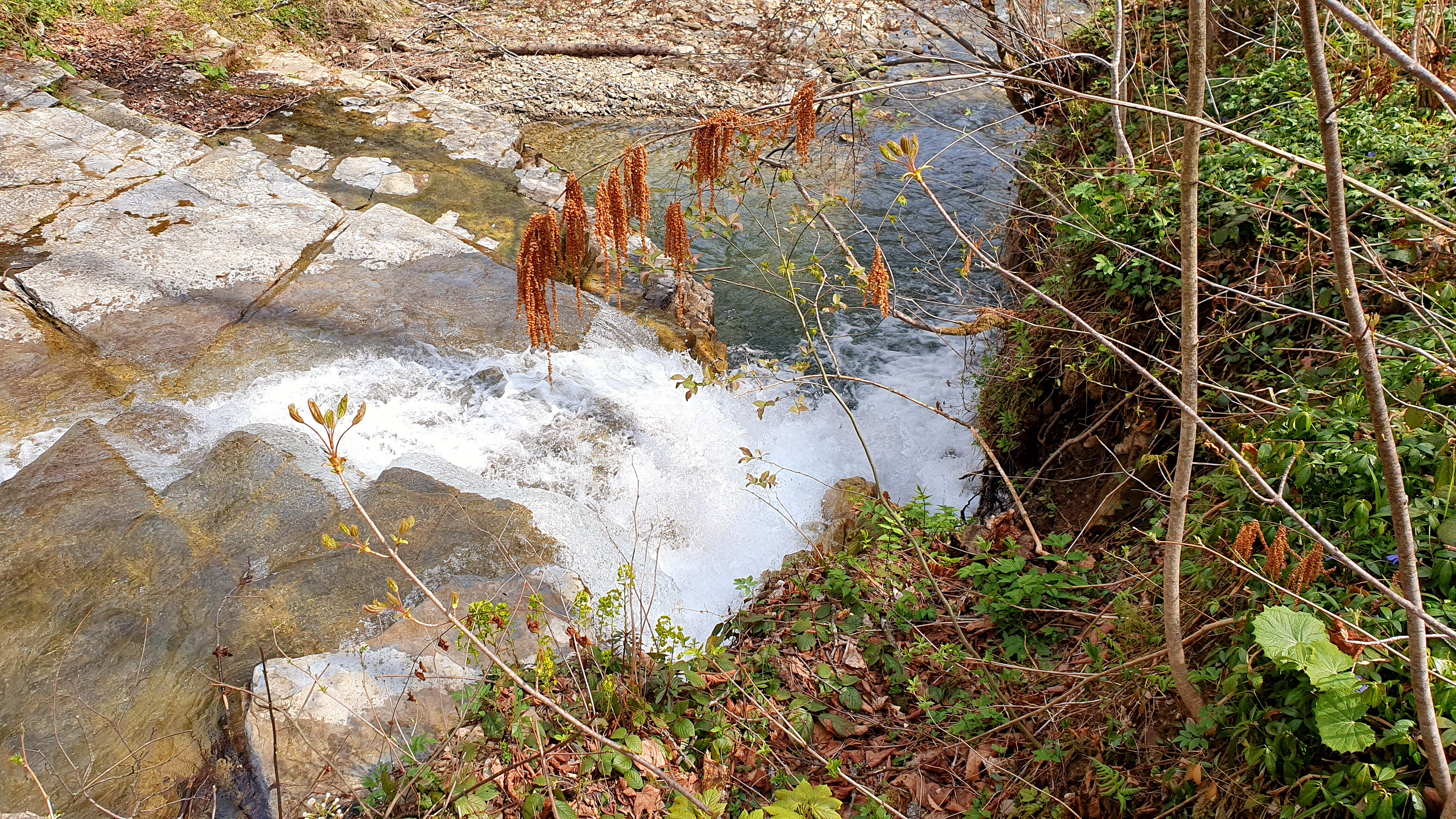
Водоспад зверху
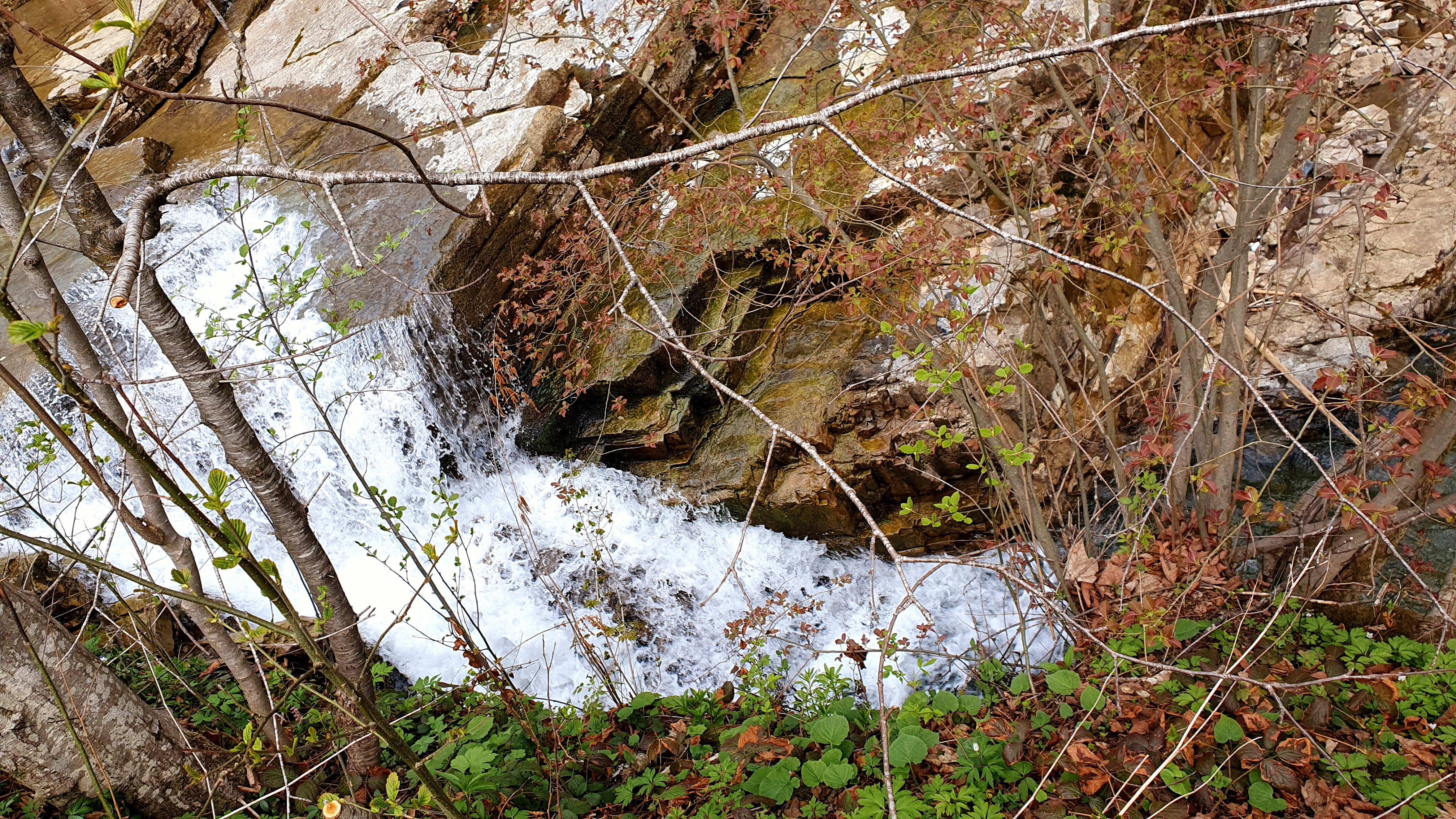
Водоспад збоку
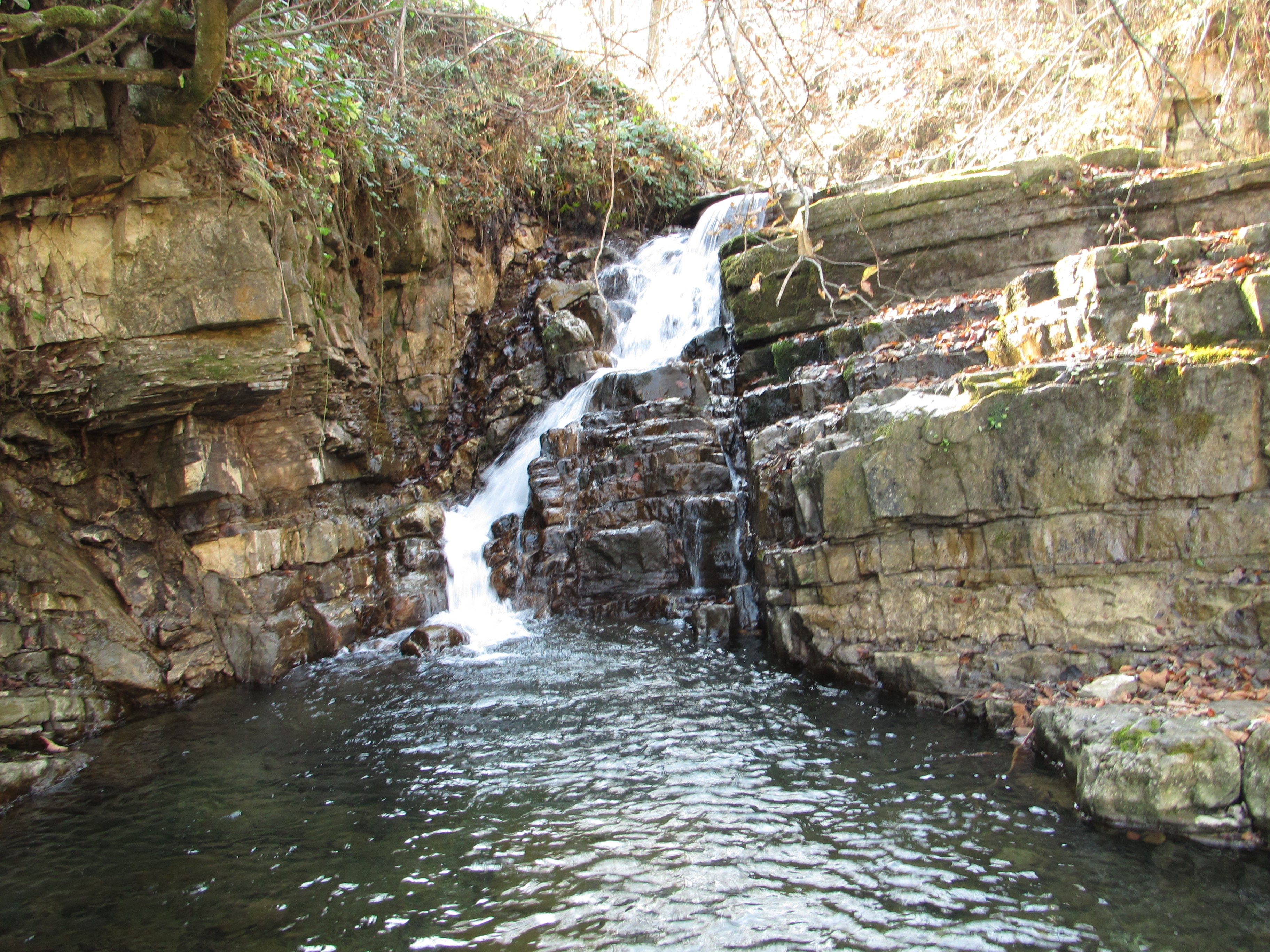
Водоспад восени
- Відео водоспаду